# Fuerza de Infantería de Marina Austral
La Fuerza de Infantería de Marina Austral (FAIA) es un comando de 1.ª clase de la Armada Argentina con dependencia del Comando de la Infantería de Marina y con asiento en Río Grande, provincia de Tierra del Fuego, Antártida e Islas del Atlántico Sur.

## Historia
Se creó en 1952 en la Base Naval Río Santiago como «Fuerza de Infantería de Marina de la Zona Naval Plata».
En 1999 la FAIA estaba compuesta por los BIM 4, BIM 5, y los Destacamentos Navales de Río Gallegos y Río Grande.

## Organización
La composición, despliegue de paz y relaciones orgánicas de la FAIA es la que sigue:
- Fuerza de Infantería de Marina Austral (FAIA). Asiento: Río Grande (TF). Depende funcionalmente del ANAU.
  - Batallón de Infantería de Marina N.º 4 (BIM4). Asiento: Base Naval Ushuaia (Ushuaia, TF).
  - Batallón de Infantería de Marina N.º 5-Escuela (BIM5). Asiento: Río Grande (TF).
  - Destacamento Naval Río Grande (DNRG). Asiento: Río Grande (TF).